# Клевіс Даліпі
Клевіс Даліпі (алб. Klevis Dalipi; нар. 13 червня 1976, Ельбасан, Албанія) — албанський футболіст та тренер, виступав на позиції нападника.

## Клубна кар'єра
Вихованець «Ельбасані», у футболці якого 1992 року розпочав дорослу футбольну кар'єру. У 1997 році виїхав до Португалії де грав за клуби Сегунда-Ліги «Санта-Клара» та «Оваренсі», а також нижчолігові колективи «Фейренсі» та «Браганса». У 2003 році повернувся до «Ельбасані». З 2006 по 2009 рік захтщав кольори клубів «Влазнія», «Шкумбіні» та «Бюліс» (Балш). Після цього перейшов у «Камзу», у футболці якої 2012 року завершив кар'єру футболіста.

## Кар'єра в збірній
У 2002 році провів 2 поєдинки у футболці національної збірної Албанії.

## Кар'єра тренера
Кар'єру тренера розпочав по завершенні футбольної кар'єри. З 2016 по 2018 рік допомогав тренувати «Партизані», а в 2016 році виконував обов'язки головного тренера вище вказаного клубу. Потім очолював «Люфтерарі». З лютого 2020 по січень 2021 року тренував «Корабі».

## Досягнення
- Суперліга Албанії
  -  Чемпіон (1): 2005/06
  -  Срібний призер (3): 2004/05, 2015/16, 2016/17

- Перший дивізіон Албанії
  -  Срібний призер (1): 2012/13